# Beechcraft XA-38 Grizzly
Beechcraft XA-38 Grizzly là một loại máy bay cường kích của Hoa Kỳ, trang bị pháo 75 mm để tiêu diệt các mục tiêu bọc giáp hạng nặng.

## Tính năng kỹ chiến thuật
Dữ liệu lấy từ Plane Facts: The big gun Beech
Đặc điểm tổng quát
- Kíp lái: 2
- Chiều dài: 51 ft 9 in (15,77 m)
- Sải cánh: 67 ft 4 in (20,52 m)
- Chiều cao: 15 ft 6 in (4,72 m)
- Diện tích cánh: 626 ft² (58,15 m²)
- Trọng lượng rỗng: 22.480 lb (10.197 kg)
- Trọng lượng cất cánh tối đa: 35.265 lb (15.996 kg)
- Động cơ: 2 × Wright R-3350-43, 2.300 hp (1.716 kW)  mỗi chiếc

 Hiệu suất bay 
- Vận tốc cực đại: 370 mph (322 knot, 595 km/h) trên độ cao 17.000 ft (5.180 m)
- Tầm bay: 1.625 dặm (1.413 nmi, 2.615 km)
- Trần bay: 29.000 ft (8.840 m)
- Vận tốc lên cao: 2.600 ft/phút (13,2 m/s)

Trang bị vũ khí

- Súng: 

  - 1 × pháo T15E1 75 mm
  - 6 × Súng máy M2 Browning (12,7 mm)